# Damian Lynn

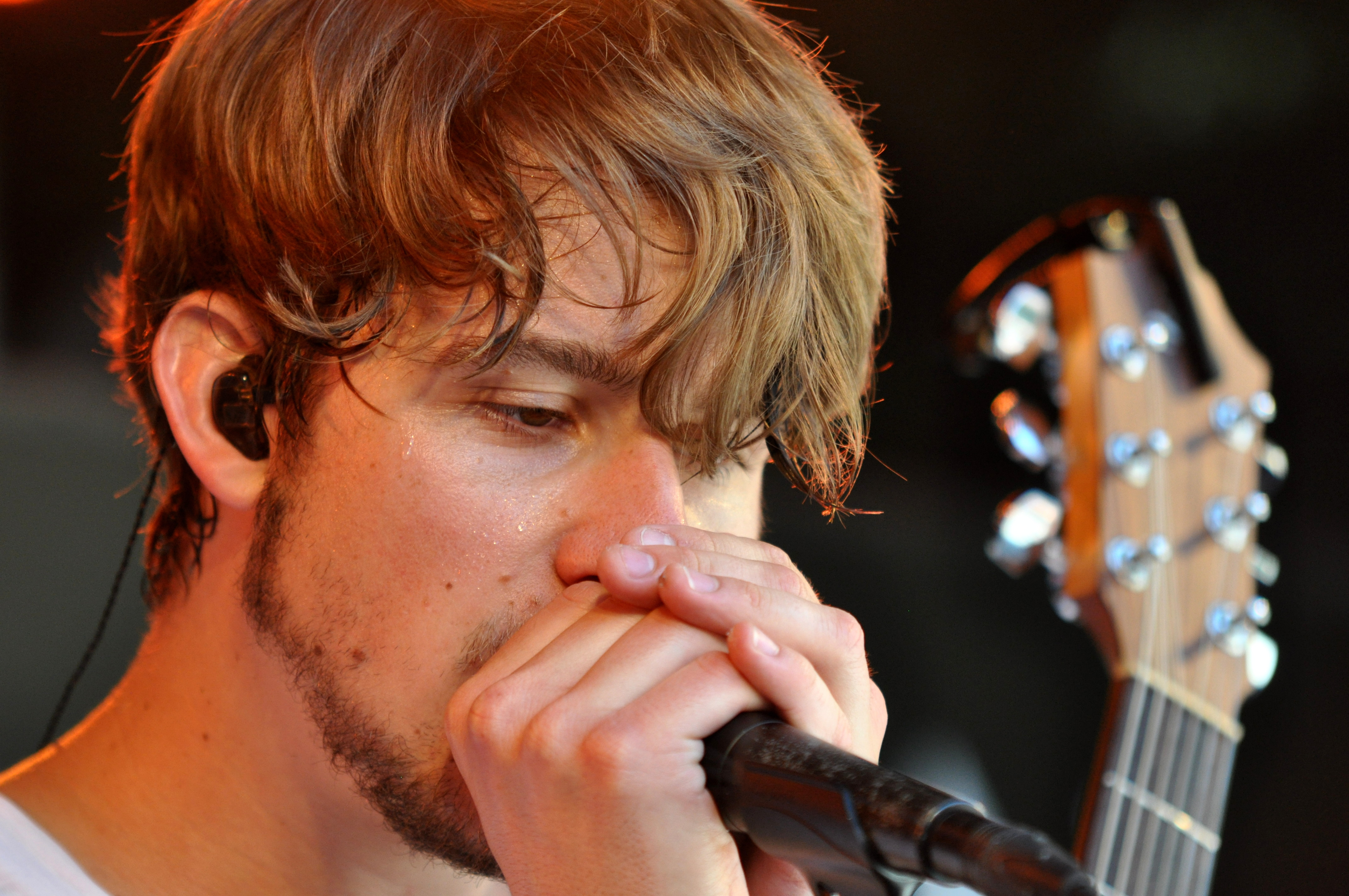
Damian Lynn beim Blacksheep-Festival 2017

Damian Lynn (* 30. Juni 1991; eigentlich: Damian Lingg) ist ein Schweizer Popmusiker (Singer-Songwriter).

## Biografie
Damian Lynn stammt aus Kriens-Obernau. Er hat eine Ausbildung zum Sekundarlehrer nach dem Bachelor-Abschluss zu Gunsten seiner musikalischen Karriere unterbrochen. Mit der Ende 2008 gegründeten Band Sway89 gewann Lynn (damals noch als Damian Lingg) 2009 den Zentralschweizer Talentwettbewerb für Nachwuchsbands Sprungfeder. Die Band brachte 2011 mit ihm als Frontsänger die Singles Keep On Rocking, The End of the World und From Hero to Zero bei Foolrecords heraus. Die Band existierte bis 2013 und gründete sich dann als Nordwest neu. Lynn hatte die Band im Herbst 2012 verlassen, startete eine Solokarriere und veröffentlichte 2015 sein Debütalbum Count to Ten, 2016 gewann er einen Swiss Music Award in der Kategorie «Best Talent». 
Im März 2017 erschien seine zweite CD Truth Be Told, auf der er bis auf den Bass alle Instrumente selber eingespielt hat. Nach einer Kritik der Aargauer Zeitung zeigt sich Lynn auf dieser CD «gereifter und musikalisch facettenreicher». Sein Song When We Do It lief im März 2017 auf allen Schweizer Radiostationen insgesamt über 1300 Mal und war damit eines der meistgespielten Lieder überhaupt und mit Abstand der meistgespielte Song eines Schweizer Künstlers.
Vom 4. bis 7. November 2019 spielte Lynn im Vorprogramm der deutschen Singer-Songwriterin Madeline Juno. Während ihrer Was bleibt Tour spielte er vier Konzerte in Freiburg im Breisgau, München, Köln und Stuttgart. Er präsentierte unter anderem die Titel Clock und Winter.
Lynns Freundin Nadja Purtschert ist ehemalige Profi-Snowboarderin und Olympiateilnehmerin.

## Diskografie

### Alben
- 2015: Count to Ten (Phonag)
- 2017: Truth Be Told (Phonag)

### Singles
- 2015: Memories
- 2017: When We Do It
- 2018: Feel the Heat

## Auszeichnungen und Preise
- 2009: Zentralschweizer Talentwettbewerb Sprungfeder mit der Band Sway 89
- 2016: Swiss Music Award in der Kategorie «Best Talent»